# 2010 CONCACAF U-20女子選手権
2010 CONCACAF U-20女子選手権は、2010年1月20日から1月30日までグアテマラで開催された、第5回目のCONCACAF U-20女子選手権である。

## 概要
上位3チームはドイツで開催される2010 FIFA U-20女子ワールドカップの出場権を手にする。アメリカ合衆国、メキシコ、コスタリカが出場権を獲得した。
本戦のすべての試合はUTC-5にて、グアテマラシティのエスタディオ・セメントス・プログレソで開催された。

## 本戦
中米予選からはグアテマラとコスタリカが、カリブ海予選からはトリニダード・トバゴ、キューバ、ジャマイカが予選を突破。これに本戦シードされているアメリカ合衆国、カナダ、メキシコを加えた8カ国が本戦を戦った。

### グループリーグ

#### グループA
| チーム     | 試合 | 勝 | 分 | 負 | 得 | 失 | 差 | 勝点 |
| ---------- | ---- | -- | -- | -- | -- | -- | -- | ---- |
| カナダ     | 3    | 3  | 0  | 0  | 6  | 1  | +5 | 9    |
| コスタリカ | 3    | 2  | 0  | 1  | 6  | 2  | +4 | 6    |
| グアテマラ | 3    | 1  | 0  | 2  | 3  | 7  | -4 | 3    |
| キューバ   | 3    | 0  | 0  | 3  | 2  | 7  | -5 | 0    |

| 2010年1月20日 15:00 |

| カナダ      | 1 – 0    | コスタリカ |
| レオン 28分 | レポート |            |

| エスタディオ・セメントス・プログレソ, グアテマラシティ 観客数: 300 主審: Dianne Ferreira-James |

| 2010年1月20日 17:30 |

| グアテマラ           | 2 – 1    | キューバ      |
| マルチネス 7分, 45分 | レポート | 61分 ガラルド |

| エスタディオ・セメントス・プログレソ, グアテマラシティ 観客数: 1,993 主審: Shane de Silva |

| 2010年1月22日 15:00 |

| キューバ | 0 – 2    | カナダ                                  |
|          | レポート | 59分 ステュワート · 87分 リチャードソン |

| エスタディオ・セメントス・プログレソ, グアテマラシティ 観客数: 3,453 主審: Maria Cecibel Ortega |

| 2010年1月22日 17:30 |

| グアテマラ | 0 – 3    | コスタリカ                                                      |
|            | レポート | 35分 ウガルデ · 39分 アルヴァラド · 59分 ロドリゲス・セデーニョ |

| エスタディオ・セメントス・プログレソ, グアテマラシティ 観客数: 3,453 主審: Quetzalli Alvarado |

| 2010年1月24日 11:00 |

| コスタリカ                                                | 3 – 1    | キューバ      |
| ロドリゲス・ヴァスケス 18分 · クルス 43分 · アギラル 82分 | レポート | 21分 ガラルド |

| エスタディオ・セメントス・プログレソ, グアテマラシティ 観客数: 1,918 主審: Yesli Sarai Rivas |

| 2010年1月24日 13:30 |

| グアテマラ      | 1 – 3    | カナダ                                                                 |
| ブルックス 55分 | レポート | 14分 レオン · 26分 (pen.) レゴールト＝コーディスコ · 38分 マッカーシー |

| エスタディオ・セメントス・プログレソ, グアテマラシティ 観客数: 1,918 主審: Shane de Silva |

#### グループB
| チーム               | 試合 | 勝 | 分 | 負 | 得 | 失 | 差  | 勝点 |
| -------------------- | ---- | -- | -- | -- | -- | -- | --- | ---- |
| アメリカ合衆国       | 3    | 3  | 0  | 0  | 11 | 1  | +11 | 9    |
| メキシコ             | 3    | 2  | 0  | 1  | 5  | 3  | +2  | 6    |
| トリニダード・トバゴ | 3    | 1  | 0  | 2  | 2  | 6  | -4  | 3    |
| ジャマイカ           | 3    | 0  | 0  | 3  | 0  | 9  | -9  | 0    |

| 2010年1月21日 15:00 |

| トリニダード・トバゴ | 1 – 2    | メキシコ                    |
| セイント・ルイス 1分 | レポート | 45分 ゴドー · 81分 ラグナス |

| エスタディオ・セメントス・プログレソ, グアテマラシティ 観客数: 393 主審: Carol Chenard |

| 2010年1月21日 17:30 |

| ジャマイカ | 0 – 6    | アメリカ合衆国                                                           |
|            | レポート | 9分, 71分 ナイアン · 25分, 35分 ルルー · 48分 ノヨラ · 83分 マッカーティ |

| エスタディオ・セメントス・プログレソ, グアテマラシティ 観客数: 393 主審: Erika Vargas |

| 2010年1月23日 15:00 |

| メキシコ                    | 2 – 0    | ジャマイカ |
| コーラル 45分 · ゴドー 47分 | レポート |            |

| エスタディオ・セメントス・プログレソ, グアテマラシティ 観客数: 605 主審: Gillian Martindale |

| 2010年1月23日 17:30 |

| トリニダード・トバゴ | 0 – 4    | アメリカ合衆国                                       |
|                      | レポート | 4分 マルボロー · 22分 メイウィス · 36分, 45分 ルルー |

| エスタディオ・セメントス・プログレソ, グアテマラシティ 観客数: 605 主審: Arlene Troya |

| 2010年1月25日 15:00 |

| ジャマイカ | 0 – 1    | トリニダード・トバゴ |
|            | レポート | 65分 シートン        |

| エスタディオ・セメントス・プログレソ, グアテマラシティ 観客数: 962 主審: Carol Chenard |

| 2010年1月25日 17:30 |

| アメリカ合衆国                    | 2 – 1    | メキシコ                |
| ディマルティノ 14分 · ルルー 64分 | レポート | 90+1分 ガルシアメンデス |

| エスタディオ・セメントス・プログレソ, グアテマラシティ 観客数: 962 主審: Dianne Ferreira-James |

### 決勝トーナメント
|  | 準決勝                     | 準決勝                     |                            |                            | 決勝 | 決勝 |
|  |                            |                            |                            |                            |      |      |
|  | 1月28日 – グアテマラシティ |                            |                            |                            |      |      |
|  | アメリカ合衆国             | 2                          |                            |                            |      |      |
|  | コスタリカ                 | 1                          |                            |                            |      |      |
|  |                            |                            | 1月30日 – グアテマラシティ |                            |      |      |
|  | アメリカ合衆国             | 1                          |                            |                            |      |      |
|  |                            | メキシコ                   | 0                          |                            |      |      |
|  |                            |                            |                            |                            |      |      |
|  | 3位決定戦                  |                            |                            |                            |      |      |
|  | 1月28日 – グアテマラシティ | 1月28日 – グアテマラシティ | 1月30日 – グアテマラシティ | 1月30日 – グアテマラシティ |      |      |
|  | カナダ                     | 0                          | コスタリカ                 | 1                          |      |      |
|  | メキシコ                   | 1                          |                            | カナダ                     | 0    |      |

#### 準決勝
| 2010年1月28日 14:30 |

| アメリカ合衆国                | 2 – 1    | コスタリカ                  |
| メイウィス 60分 · ノヨラ 71分 | レポート | 77分 ロドリゲス・セデーニョ |

| エスタディオ・セメントス・プログレソ, グアテマラシティ 観客数: 629 主審: Arlene Troya |

| 2010年1月28日 17:30 |

| カナダ | 0 – 1 (延長) | メキシコ       |
|        | レポート     | 104分 コーラル |

| エスタディオ・セメントス・プログレソ, グアテマラシティ 観客数: 629 主審: Shane de Silva |

#### 3位決定戦
| 2010年1月30日 14:30 |

| カナダ | 0 – 1    | コスタリカ        |
|        | レポート | 19分 アルヴァラド |

| エスタディオ・セメントス・プログレソ, グアテマラシティ 観客数: 1,309 主審: Dianne Ferreira-James |

#### 決勝戦
| 2010年1月30日 17:30 |

| アメリカ合衆国 | 1 – 0    | メキシコ |
| ルルー 87分    | レポート |          |

| エスタディオ・セメントス・プログレソ, グアテマラシティ 観客数: 1,309 主審: Yesli Sarai Rivas |

## 優勝国
| 2010 CONCACAF U-20女子選手権優勝国 |
| ---------------------------------- |
| · アメリカ合衆国 · 2大会ぶり2回目  |